# Lacee Barnes
Lacee Barnes (* 19. August 1999 auf Grand Cayman) ist eine Leichtathletin von den Cayman Islands, die im Kugelstoßen sowie im Diskuswurf an den Start geht.

## Sportliche Laufbahn
Erste Erfahrungen bei internationalen Meisterschaften sammelte Lacee Barnes U18-Zentralamerika- und Karibikmeisterschaften (CAC) 2014 in Morelia, bei denen sie mit einer Weite von 13,20 m den siebten Platz im Kugelstoßen belegte. Bei den CARIFTA-Games 2015 in Basseterre belegte sie mit 13,75 m mit der 3-kg-Kugel den fünften Platz in der U18-Altersklasse und gelangte mit 41,41 m auf Rang vier im Diskuswurf. Anschließend belegte sie bei den Commonwealth Youth Games in Apia mit 13,68 m den siebten Platz im Kugelstoßen und wurde mit dem Diskus mit 38,77 m Sechste. Im Jahr darauf siegte sie bei den CARIFTA-Games in St. George’s mit 14,90 m im Kugelstoßbewerb und sicherte sich mit 43,67 m die Silbermedaille im Diskuswurf. Auch bei den CARIFTA-Games 2017 in Willemstad gewann sie im Kugelstoßen mit 13,06 m die Goldmedaille in der U20-Altersklasse und belegte mit dem Diskus mit 47,63 m den vierten Platz. Im Herbst begann sie ein Studium an der University of Texas at San Antonio und siegte 2018 bei den CARIFTA-Games in Nassau mit 49,81 m im Diskuswurf und gewann mit 13,40 m die Silbermedaille im Kugelstoßen. Im Juli schied sie bei den U20-Weltmeisterschaften in Tampere mit 42,41 m in der Qualifikationsrunde im Diskusbewerb aus und anschließend klassierte sie sich bei den Zentralamerika- und Karibikspielen in Barranquilla mit 46,25 m auf dem achten Platz. 2019 wurde sie bei den U23-NACAC-Meisterschaften in Santiago de Querétaro mit 40,27 m Neunte im Diskuswurf und 2021 siegte sie bei den U23-NACAC-Meisterschaften in San José mit 47,34 m und gewann dort mit 13,75 m die Bronzemedaille im Kugelstoßen. Ende November belegte sie dann bei den erstmals ausgetragenen Panamerikanischen Juniorenspielen in Cali mit 51,00 m den fünften Platz im Diskuswurf.

## Persönliche Bestzeiten
- Kugelstoßen: 14,60 m, 24. April 2021 in Houston (Landesrekord)
  - Kugelstoßen (Halle): 14,70 m, 29. Januar 2021 in Houston (Landesrekord)
- Diskuswurf: 51,52 m, 9. April 2021 in College Station (Landesrekord)